# Artefakt kulturowy
Artefakt kulturowy – rodzaj obiektu badawczego, którym może być tekst (napisany, wypowiedziany), partytura i wykonanie dzieła muzycznego, dzieło plastyczne (obraz malarski, dzieło rzeźbiarskie, architektoniczne, inne), film, ceramika, biżuteria, przedmioty rękodzielnicze itp.

## Artefakty kulturowe w archeologii

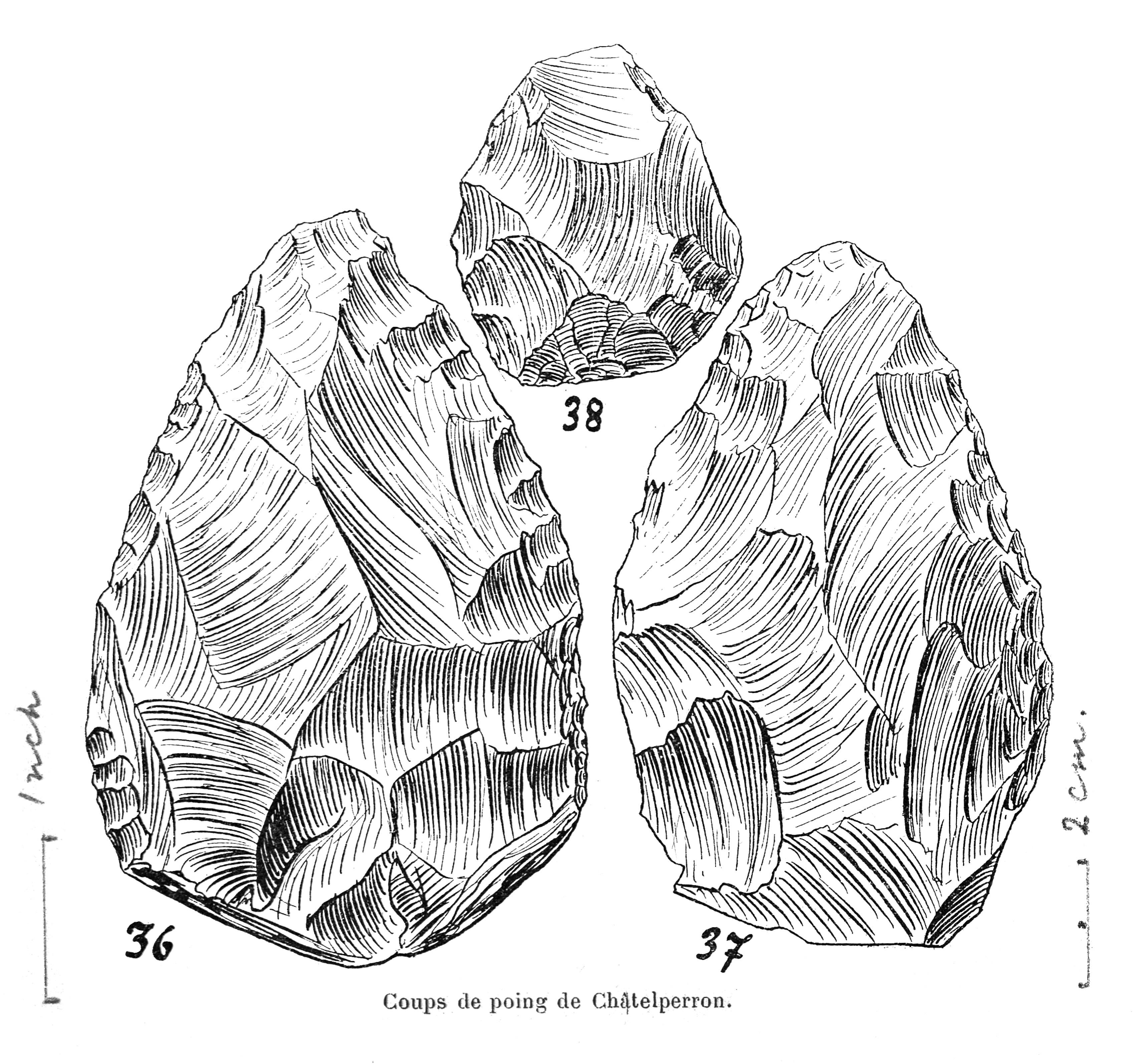
Narzędzia paleolityczne – pięściaki

Artefakt kulturowy „jest terminem używanym w archeologii i naukach pokrewnych do określenia wszelkich ludzkich wytworów materialnych, które mają znaczenie historyczne i kulturowe. Są to przedmioty, które zostały zaprojektowane, wyprodukowane i używane przez ludzi w przeszłości, a następnie przetrwały do dzisiejszych czasów. Artefakty stanowią ważne źródło informacji o dawnych cywilizacjach, ich technologiach, sztuce, religii, gospodarce i sposobach życia. Artefakty mogą przybierać różne formy i być wykonane z różnych materiałów. Mogą to być narzędzia kamienne, ceramika, broń, ozdoby, naczynia, biżuteria, monety, malowidła, rzeźby i wiele innych. Każdy artefakt ma swoją unikalną historię, która może być odczytana poprzez analizę jego formy, techniki wykonania, materiałów, stylu artystycznego oraz kontekstu znalezienia”.